# Magnus Pfeffer

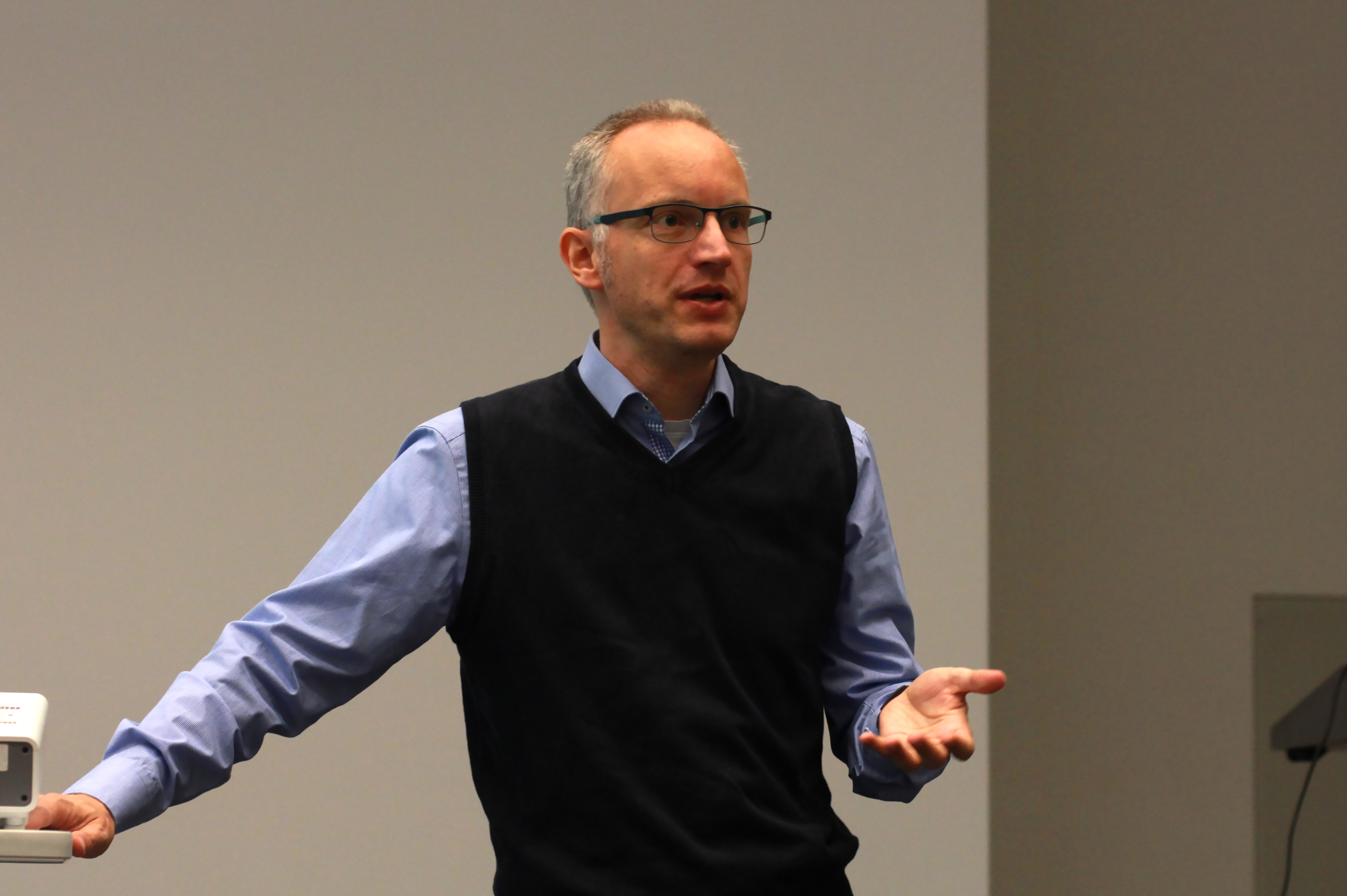
Magnus Pfeffer (2019)

Magnus Pfeffer (* 1974) ist ein deutscher Bibliothekswissenschaftler und Informatiker. Seit 2011 ist er Professor für Informationsmanagement an der Fakultät Information und Kommunikation im Studiengang Bibliothek und digitale Information an der Hochschule der Medien Stuttgart.

## Leben
Von 1995 bis 2003 studierte Magnus Pfeffer an der Universität Kaiserslautern das Fach Informatik. An der Humboldt-Universität zu Berlin absolvierte er von 2005 bis 2007 den Master-Studiengang Library Information Science.
Als Fachreferent und stellvertretender Leiter der Abteilung Digitale Bibliotheksdienste war Magnus Pfeffer an der Universitätsbibliothek Mannheim tätig. Zu seinen Tätigkeiten gehörten u. a. das IT-Management sowie die Auswahl und Implementierung eines Bibliothekssoftwaresystems und eines Online-Katalogs. Des Weiteren war er an einem  DFG-geförderten Forschungsprojekt zu Linked Data beteiligt.
Zum Wintersemester 2011/2012 wurde Magnus Pfeffer  als Professor an die Hochschule der Medien Stuttgart mit den Lehrgebieten Informationsmanagement und Spezialbibliotheken berufen. Er ist Mitglied im Institute for Applied Artificial Intelligence. Zudem hat Magnus Pfeffer die Funktion des Studiendekans inne.

## Forschungsgebiet
Zu seinen Forschungsgebieten gehören das Semantic Web in Bibliotheken, das Retrieval in sehr großen heterogenen bibliografischen Datensets, die (semi-)automatische inhaltliche Erschließung bibliografischer Einheiten sowie softwarebasierte Prozessunterstützung für die retrospektive Erschließung von Bibliotheks-Altbeständen.

## Publikationen (Auswahl)
- Magnus Pfeffer, Kai Eckert: Linked Open Projects. Nachnutzung von Ergebnissen im Semantic Web. In: Hans-Joachim Hermes (Hrsg.): Mehr finden durch schlaueres Suchen: Sacherschließung auf der 34. Jahrestagung der Gesellschaft für Klassifikation von der Universitätsbibliothek Chemnitz 2011.
- Magnus Pfeffer: Newsfeeds und Aggregatoren in Web 2.0 und Social Media in der Unternehmenspraxis. Oldenbourg Verlag, München, 2012, ISBN 978-3-486-59832-2, S. 53–60.
- Magnus Pfeffer, Katharina Schöllhorn: Praktische Nutzung von Klassifikationssystemen. In: Klassifikationen in Bibliotheken: Theorie – Anwendung – Nutzen. 2018, ISBN 978-3-11-029925-0, S. 207–234.
- Magnus Pfeffer: IT-Kernkompetenzen im Bachelorstudiengang "Informationswissenschaften" an der Hochschule der Medien Stuttgart. In: BIBLIOTHEK – Forschung und Praxis. Band 43, 2019, S. 266–274.
- Magnus Pfeffer, Heidrun Wiesenmüller, Cornelia Vonhof: Sie haben doch jetzt länger Ferien, oder? – Studiengang Informationswissenschaften an der HdM Stuttgart und die Lehre in Zeiten von COVID-19. In: b.i.t.online. Band 23, 2020, S. 126–127.